# Rahanweyn-Widerstandsarmee

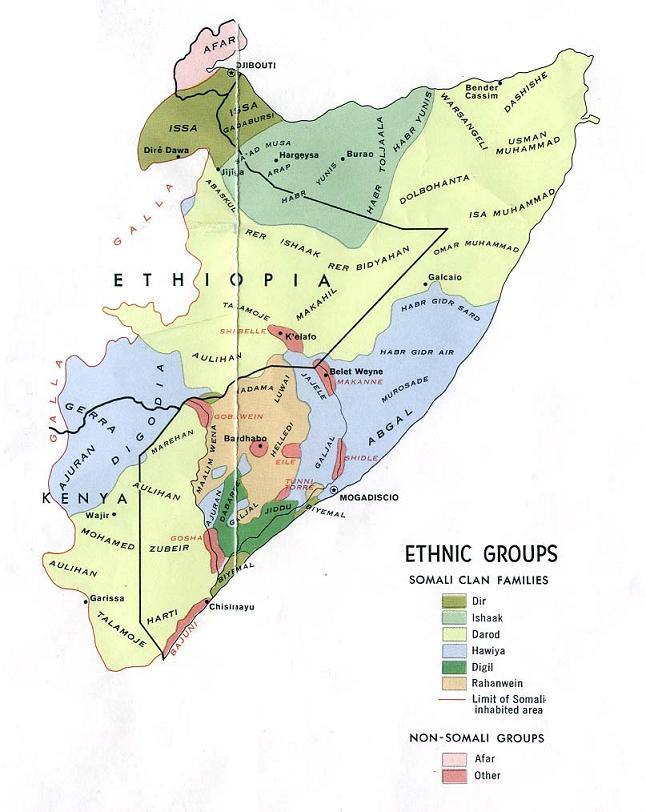
Karte des von Somali bewohnten Gebietes mit den verschiedenen Clans; die Rahanweyn-Gebiete in Rot bzw. Braun

Die Rahanweyn-Widerstandsarmee (deutsch für „Rahanweyn Resistance Army“; abgekürzt RRA, auch als Rahanwayn Resistance Army oder Reewin Resistance Army geschrieben) ist eine bewaffnete Organisation des Somali-Clans der Rahanweyn und Kriegspartei im somalischen Bürgerkrieg. Sie wurde 1995 gegründet und wird von Hassan Mohammed Nur Shatigadud geführt.

## Geschichte
Im Krieg waren die Rahanweyn Anfang der 1990er-Jahre Angriffen und Plünderungen von Seiten anderer Clans ausgesetzt, was wesentlich zur Hungersnot in ihrem Gebiet beitrug. Diese traumatische Erfahrung führte zu einer stärkeren politischen Einigung der Rahanweyn.
Nachdem der Habar-Gedir-Hawiya Mohammed Farah Aidid am 17. September 1995 die Stadt Baidoa erobert und die dortige Rahanweyn-Lokalverwaltung Oberster Regierender Rat Digil-Mirifle entmachtet hatte, wurde auf einer Versammlung (shir) in Jhaffey westlich von Baidoa am 13. Oktober 1995 die Gründung der RRA beschlossen. Daraufhin wurden junge Rahanweyn-Männer und -Frauen ausgebildet und bewaffnet, um eine Gegenoffensive gegen Aidid zu beginnen. Das Nachbarland Äthiopien unterstützte dies.

Flagge des von der RRA 2002 zeitweise für unabhängig erklärten Südwestsomalia

Die RRA ist seither im Rahanweyn-Gebiet in Südwestsomalia aktiv, vorwiegend in den Regionen Bay und Bakool. 1998 verdrängte sie die nunmehr von Aidids Sohn Hussein Mohammed Farah geführten Milizen aus Xuddur und 1999 auch aus Baidoa, und sie kämpfte bis 2000 in Shabeellaha Hoose weiter gegen sie.
Nach der Bildung der somalischen Übergangsregierung 2000 kämpfte sie zunächst gegen deren Versuche, die Kontrolle über Baidoa zu erringen. 2001 schloss sie sich dem von Hussein Mohammed Farah geführten Bündnis SRRC gegen die Übergangsregierung an. Die RRA strebt die Schaffung eines eigenen Staates der Rahanweyn an und rief 2002 die Unabhängigkeit Südwestsomalias mit Hassan Mohammed Nur Shatigadud als Präsidenten aus, die jedoch von keinem Staat anerkannt wurde. Unterdessen hat die RRA sich, wie auch Aidid, der Übergangsregierung angeschlossen, in der Shatigadud das Amt des Finanzministers erhielt.